# Polygonia bocki
Polygonia bocki är en fjärilsart som beskrevs av Rothschild 1894. Polygonia bocki ingår i släktet Polygonia och familjen praktfjärilar. Inga underarter finns listade i Catalogue of Life.